# Мегатрон
Мегатрон (енгл. Megatron) је измишљени заповедник Десептикона и главни антагониста у серијалима о Трансформерсима. Уз свог вечитог ривала Оптимуса Прајма, Мегатрон је најпознатији Трансформерс.